# Garant
En garant er en juridisk eller fysisk person, der giver en anden person en garanti, for eksempel en kaution eller bankgaranti.

## Ekstern henvisning
- Garant på Den Store Danske